# Euryglottis davidianus
Euryglottis davidianus is een vlinder uit de familie van de pijlstaarten (Sphingidae). De wetenschappelijke naam van de soort werd in 1891 gepubliceerd door Paul Dognin.